# Zelda Williams
Zelda Rae Williams (n. 31 iulie 1989, New York City, New York, SUA) este o actriță americană. Tatăl ei este Robin Williams iar mama sa este Marsha Garces Williams.